# Sommer-Paralympics 2016/Teilnehmer (Armenien)
| stlisierte Goldmedaille | stlisierte Silbermedaille | stlisierte Bronzemedaille |
| ----------------------- | ------------------------- | ------------------------- |
| —                       | —                         | —                         |

Armenien entsandte zwei Athletinnen zu den Paralympischen Sommerspielen 2016 in Rio de Janeiro.

## Teilnehmer nach Sportart

### Powerlifting
| Frauen          |       |         |         |         |   |   |
| Greta Vardanyan | 54 kg | 90,0 kg | 95,0 kg | 96,0 kg | 5 | 5 |

fett: Gewerteter Versuch

### Schwimmen
| Männer          |                  |              |   |               |               |               |
| Maga Hovakimyan | 50 m Freistil S6 | 46,82 sek    | 7 | ausgeschieden | ausgeschieden | ausgeschieden |
| Maga Hovakimyan | 100 m Brust SB5  | 2:22,,57 min | 7 | ausgeschieden | ausgeschieden | ausgeschieden |